# نبردناو امپراتور الکساندر دوم
نبردناو امپراتور الکساندر دوم (به انگلیسی: Russian battleship Imperator Aleksandr II) یک کشتی بود که طول آن ۳۴۶ فوت ۶ اینچ (۱۰۵٫۶۱ متر) بود. این کشتی  در سال ۱۸۸۷ ساخته شد.